# 戈爾布基夫
50°28′32″N 24°21′19″E / 50.47556°N 24.35528°E
戈爾布基夫（烏克蘭語：Горбків），是烏克蘭西部的村莊，隸屬利維夫州的舍普季茨基區。該村面積1.37平方公里，海拔高度203米，2001年人口914，人口密度每平方公里667.15人。